# Castro (Cile)
Castro è un comune del sud del Cile che si trova nella parte centrale dell'Isola di Chiloé. Fondata nel 1567 è la terza città più antica del paese. Ha circa 24 000 abitanti ed è la capitale della Provincia di Chiloé.